# Congrès de Ksar Hellal
Le congrès de Ksar Hellal est un congrès, organisé par les membres « scissionnistes » du Destour, à Ksar Hellal, le 2 mars 1934. Il conduit à la fondation d'un nouveau parti, le Néo-Destour.
Face à l'affaiblissement du Destour, qui adopte un comportement timide envers la résidence, une nouvelle génération de trentenaires provinciaux, avec une formation européenne et une proximité avec les milieux socialistes français, émerge. Composée principalement de Habib Bourguiba, Mahmoud El Materi, Bahri Guiga, Tahar Sfar et M'hamed Bourguiba, elle acquiert une popularité importante grâce à ses écrits dans les journaux, notamment L'Action tunisienne. Mais, les différences avec ses aînés du parti l'amène à démissionner de la commission exécutive, à la suite de l'affaire des naturalisés tunisiens. En résulte le congrès qui fonde le Néo-Destour, marquant, par sa nouvelle méthode, la renaissance du mouvement national.

## Origines
Plusieurs facteurs jouent dans la naissance du Néo-Destour : la crise économique mondiale de 1929 qui affecte de plus en plus la Tunisie, les réactions dénonçant le congrès eucharistique international qui se tient à Carthage pour célébrer le centenaire de la colonisation de l'Algérie, l'affaire des naturalisés tunisiens mais surtout le comportement adopté par le Destour. En effet, le parti voit son activisme se réduire à partir du milieu des années 1920, précisément le 29 janvier 1926, date à laquelle des « décrets scélérats » sont promulgués. En résulte la dissolution de la première centrale syndicale exclusivement tunisienne, la Confédération générale des travailleurs tunisiens (CGTT), animée par Mohamed Ali El Hammi, mais aussi l'interdiction de journaux nationalistes tels Ifriqiya, Al-Asr, Al-Jadid et Le Libéral. Le parti ne tarde pas à éclater avec le départ de Hassen Guellaty et Mohamed Noomane, qui fondent le Parti réformiste destourien, mais aussi Farhat Ben Ayed qui donne naissance au Parti destourien indépendant. Dans ce cadre, une nouvelle génération de trentenaires provinciaux à éducation française émerge.

### Émergence d'une nouvelle génération de nationalistes
Au début des années 1930, une nouvelle génération de nationalistes, ayant intégré le Destour, émerge : profondément marqués par le congrès eucharistique de 1930, conduisant à l'humiliation et à la révolte du peuple qui proteste contre ce qu'il considère comme « une violation d'une terre d'islam par la chrétienté », ils redoutent la célébration du cinquantenaire du protectorat français l'année suivante. Dans ce cadre, une réunion réunissant les dirigeants du Destour se tient à l'hôtel d'Orient ; Habib Bourguiba, Mahmoud El Materi, Bahri Guiga et Tahar Sfar y participent. Il est alors décidé de constituer un comité de soutien au journal de Chedly Khairallah, La Voix du Tunisien, qui passe d'hebdomadaire à quotidien et compte parmi ses rédacteurs la jeune équipe nationaliste. Ces derniers ne tardent pas à critiquer le protectorat, allant jusqu'à le remettre en cause ; ils se démarquent alors de leurs aînés du Destour. Bourguiba écrit : 
« Un État ne peut être à la fois sujet et souverain : tout traité de protectorat, en raison même de son objet, porte en lui son propre germe de mort... S'agit-il d'un pays sans vitalité, d'un peuple dégénéré qui décline ? Réduit à n'être plus qu'une poussière d'individus, c'est la déchéance qui l'attend... en un mot, la disparition totale et inéluctable. S'agit-il au contraire d'un peuple sain, vigoureux, que les compétitions internationales ou une crise momentanée ont forcé à accepter la tutelle d'un État fort, la situation nécessairement inférieure qui lui est faite, le contact d'une civilisation plus avancée détermine en lui une réaction salutaire… Une véritable régénération se produit en lui et grâce à une judicieuse assimilation, il arrivera fatalement à réaliser par étapes son émancipation définitive. L'avenir dira si le peuple tunisien appartient à l'une ou l'autre catégorie... »
— Habib Bourguiba, La Voix du Tunisien, le 23 février 1931

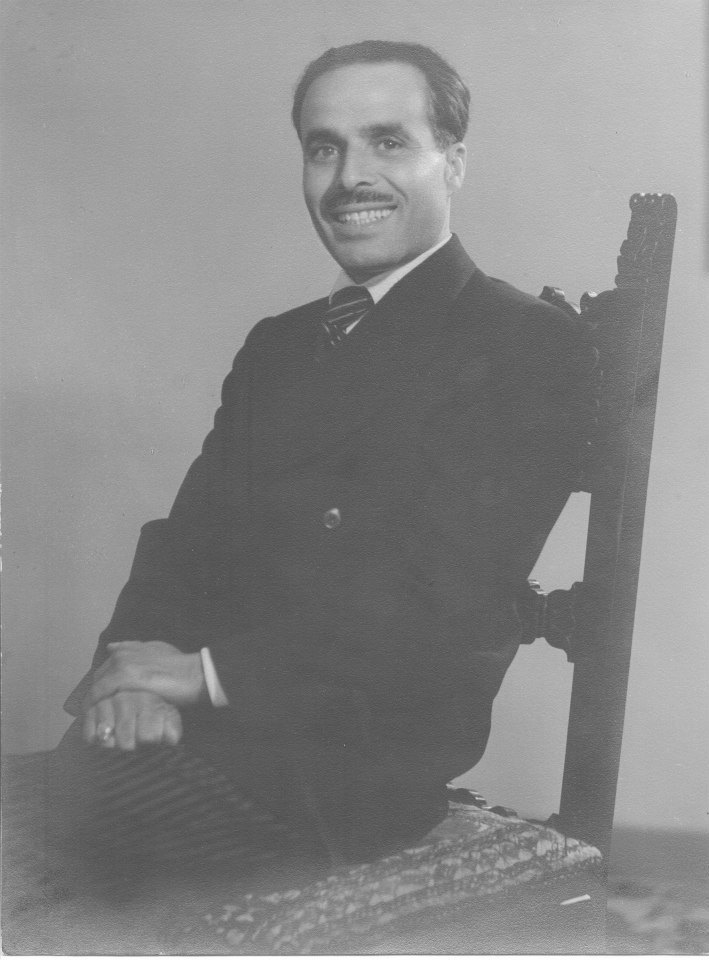
Habib Bourguiba
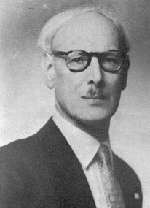
Mahmoud El Materi
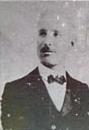
M'hamed Bourguiba
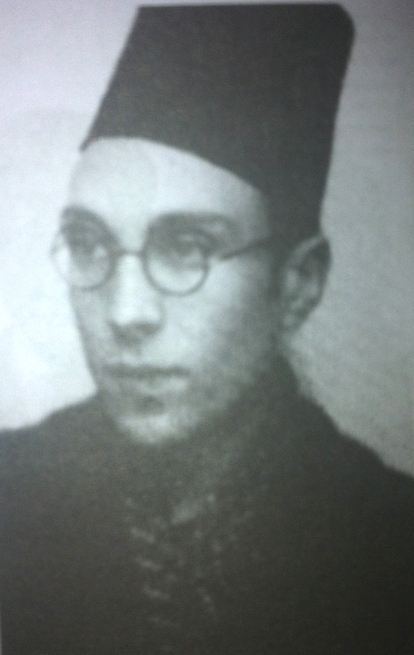
Bahri Guiga
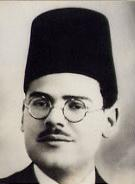
Tahar Sfar

La Voix du Tunisien devient, grâce à l'originalité avec laquelle Bourguiba, Sfar, Guiga et El Materi abordent les problèmes, un journal très populaire. Ils ne tardent pas à se démarquer de leur aînés du Destour en mettant en place un raisonnement nouveau. Surnommés désormais, les « quatre mousquetaires », ils sont en faveur de l'intangibilité de la personnalité nationale et de la souveraineté politique du peuple tunisien auxquels s'ajoute une émancipation progressive du pays, tout en prônant un nationalisme qui lutte contre un régime et non contre une civilisation. Rapidement, ils attirent l'intérêt de l'opinion publique mais aussi des « prépondérants », grands propriétaires terriens et hommes d'affaires, qui exercent une grande influence sur l'administration coloniale. Très vite, l'influence des « prépondérants » leur permet de censurer les journaux nationalistes le 12 mai 1931 : An-Nahda, quotidien du Parti réformiste, est saisi à l'instar de l'hebdomadaire Ezzohra. Quelques jours plus tard, des poursuites sont engagées à l'encontre de Habib et M'hamed Bourguiba, Bahri Guiga, Salah Farhat et Mahmoud El Materi. Chedli Khalledi, membre du Destour, alerte alors Marius Moutet et Gaston Bergery, amis des nationalistes et qui exercent une influence à Paris, Bergery étant le chef de cabinet d'Édouard Herriot. Ce dernier intervient rapidement auprès du directeur chargé des affaires de l'Afrique-Orient au ministère des Affaires étrangères et obtient le renvoi du procès jusqu'au 9 juin 1931. En attendant le procès, les rédacteurs de La Voix du Tunisien se déchaînent en menant une campagne de protestations dont le ton est violent et révoltant. Ainsi, Mahmoud El Materi écrit : « Lorsque nous sommes entrés dans l'action politique, nous savions d'avance ce qui nous attendait [...] Que la main qui me frappe soit lourde, que les juges qui me condamnent soient sans pitié [...] Une cause qui n'engendre pas ses martyrs est perdue d'avance ».
Le jour du procès, la foule vient soutenir les jeunes nationalistes qui obtiennent le report du procès. Redoutant les débordements, François Manceron, alors résident général, convoque Chedly Khairallah, le directeur de La Voix du Tunisien, dans sa résidence de La Marsa pour trouver un compromis. L'après-midi, il reçoit le comité de rédaction du journal à qui il annonce s'être entendu avec Khairallah, ce qui sème la zizanie au sein du groupe. Bourguiba demande alors des explications à ce dernier, qui confirme la rencontre avec le résident général. Le comité de rédaction exige en réponse d'assurer la direction du quotidien mais, devant le refus de Khairallah, décide de quitter le journal. Ils restent cependant en contact et se retrouvent de temps en temps pour s'attabler au café de la Kasbah ou au restaurant Baghdad, réputé pour sa qualité, en compagnie d'amis socialistes français et tunisiens dont le pharmacien Ali Bouhageb. De longs débats et discussions se déroulent lors de rencontres qui débouchent sur l'idée de créer un nouveau journal, le fait de ne plus pouvoir s'exprimer leur manquant cruellement. Dans ce cadre, un comité de rédaction est formé avec Habib et M'hamed Bourguiba, Bahri Guiga, Tahar Sfar, Mahmoud El Materi et Ali Bouhageb, qui fait également office de gérant de la société éditrice. C'est donc dans un contexte de crise économique dont les masses populaires sont principalement victimes, que le journal L'Action tunisienne publie son premier numéro le 1er novembre 1932. Déçus par la modération résignée de leurs aînés, les jeunes nationalistes se déchaînent et prennent la défense du petit peuple.

### Affaire des naturalisés tunisiens
Avec la crise économique qui se dissipe et la popularité de la nouvelle génération, les jeunes nationalistes sentent qu'il suffirait d'une bonne cause pour relancer le mouvement nationaliste sur de nouvelles bases. Dans ce contexte, l'affaire des naturalisés tunisiens ne fait que s'imposer comme motif pour le renouveau du mouvement. En effet, les nationalistes s'étaient manifestés avec vigueur, au cours des années 1920 contre la promulgation des lois du 20 décembre 1923 qui favorisent l'accès des habitants non-français du protectorat à la nationalité française. Selon la puissance coloniale, elles devaient, à l'époque, faire face à l'accroissement jugé « trop rapide » de la colonie italienne par rapport à l'insuffisance de l'immigration métropolitaine. Les hostilités générées par l'adoption de ses mesures s'estompent peu à peu mais rebondissent au début de l'année 1933 : Le 31 décembre 1932, dès l'annonce du décès à Bizerte d'un musulman naturalisé français, Mohamed Chaabane, des individus se regroupent dans le cimetière musulman avec la ferme intention de s'opposer à l'inhumation du défunt. Ils obtiennent le soutien du mufti de la ville qui délivre une fatwa affirmant qu'en tant qu'apostats, les naturalisés ne peuvent être inhumés dans les cimetières musulmans.

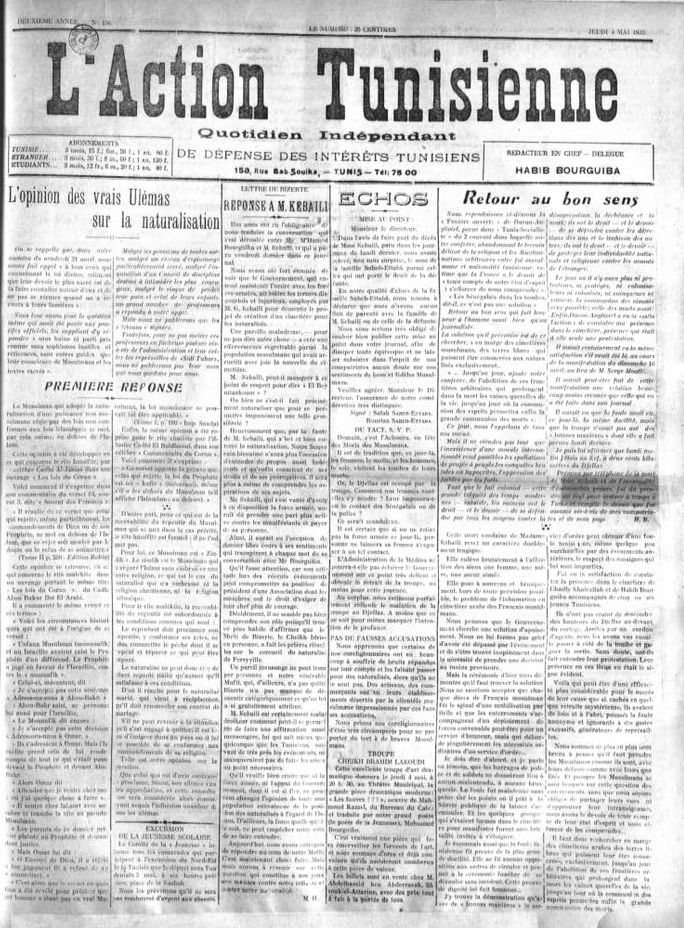
Une de L'Action tunisienne du 4 mai 1933

Bourguiba décide d'y réagir et mener une campagne dans L'Action tunisienne, partiellement reprise par l'ensemble des journaux nationalistes. Il en témoigne lors de la conférence qu'il donne en 1973 : 
« Nous avons alors entrepris une vaste campagne pour combattre cette thèse [naturalisation] dont la moindre conséquence était de conduire inéluctablement à la francisation de tout le peuple tunisien. Invoquant un verset du Coran, nous avons développé l'argument suivant lequel, en cessant d'être justiciable du tribunal du Charaa, le naturalisé français perdait ipso-facto ses attributs de musulman. L'occasion était d'or, et je l'ai saisie, pour battre le rappel contre la politique de la naturalisation [...] Le peuple était très sensibilisé sur la question. J'en ai profité pour le mobiliser [...] L'événement faisait scandale et il agissait d'une façon salutaire sur l'état d'esprit de la population. »
Pour tenter de calmer l'agitation qui se développe dans tout le pays à chaque décès d'un naturalisé, la résidence demande en avril une fatwa au tribunal du Charaâ de Tunis, la plus haute instance religieuse du protectorat. Les cheikhs malikites et hanéfites chargés de l'affaire délivrent une sentence qui ne résout rien : ils maintiennent le statut d'apostat du naturalisé mais déclarent que si ce dernier se repent, même verbalement, et cela avant sa mort, l'inhumation en terre musulmane lui sera accordée. La décision des cheikhs provoque la colère des nationalistes, alors que des émeutes éclatent à Kairouan et Tunis. La campagne menée par la nouvelle génération de nationalistes mène la résidence à prendre deux décisions en deux temps : en premier lieu, elle cède du terrain en décidant que les naturalisés seront enterrés dans des lieux de sépulture particuliers, qui s'avèrent être des ghettos les excluant de la communauté. Dans un second temps, le résident général François Manceron promulgue des décrets jugés « super-scélérats » par Joachim Durel, lui accordant le pouvoir d'emprisonner par simple arrêté tout nationaliste et de suspendre tout journal ou association « hostile au protectorat ». Cette victoire galvanise les militants qui réclament la convocation d'un congrès extraordinaire du Destour. Celui-ci se tient les 12 et 13 mai 1933 à la rue de la Montagne à Tunis. Auréolés de la victoire de leur campagne de presse, tout le groupe de L'Action tunisienne est élu à l'unanimité à la commission exécutive du Destour. Leur nouvelle place importante au sein du parti leur permet d'obtenir une solide position et d'influencer la formation dans le but d'unir toutes les tendances au sein d'un front nationaliste.

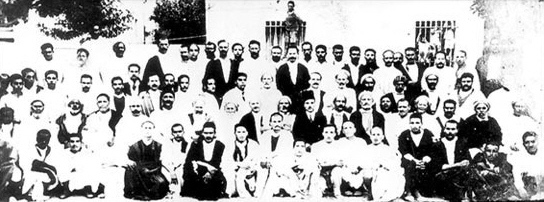
Habib Bourguiba à la tête de la délégation protestataire.

Pendant ce temps, des émeutes éclatent dans les zones rurales en proie à la famine. Alors que la presse nationaliste multiplie ses critiques envers la résidence, cette dernière décide le 31 mai l'interdiction de cours de certains étudiants et professeurs, le déplacement de fonctionnaires, la suspension des journaux nationalistes, y compris L'Action tunisienne, et l'interdiction du Destour. L'État français estimant que Manceron a agi tardivement à faire preuve de fermeté, le remplace par Marcel Peyrouton, le 29 juillet. Le 8 août, l'occasion de s'exprimer se présente lorsque des incidents éclatent à Monastir à la suite de l'inhumation de force dans le cimetière musulman de l'enfant d'un naturalisé. Un affrontement éclate entre la population et les forces de l'ordre, faisant un mort et plusieurs blessés. Bourguiba réussit à convaincre les notables monastiriens victimes d'exactions policières de le choisir comme avocat. Le 4 septembre, sans informer le Destour de son initiative, il se rend en délégation de protestation auprès du bey qui les fait recevoir par son homme de confiance. Les hautes instances du parti y voyant le prétexte attendu pour circonscrire un activisme qui leur déplaît, décide d'infliger un blâme au jeune nationaliste. En réponse, Bourguiba, qui considère le Destour et ses dirigeants comme des obstacles à ses ambitions, décide de démissionner du parti le 9 septembre.

### Rupture avec le Destour

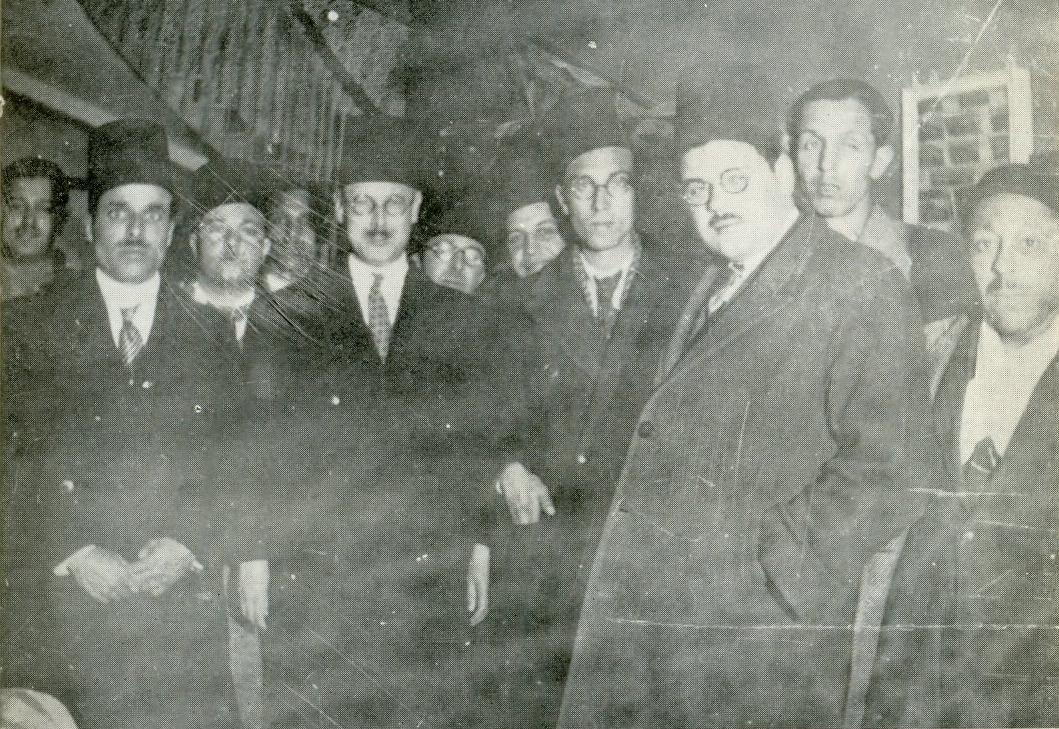
Réunion des membres scissionnistes du Destour.

Le reste de l'équipe de L'Action tunisienne se retrouve rapidement en conflit avec les caciques du Destour. Les différences entre les groupes se manifestent non seulement par l'âge mais également par l'idéologie et les méthodes d'action. Peyrouton tente d'amadouer le mouvement nationaliste en lui promettant d'engager les réformes qu'exige la gravité de la situation économique et sociale. Fin octobre 1933, il reçoit une délégation officielle de la commission exécutive du Destour, conduite par Ahmed Essafi et comprenant Salah Farhat, Mohieddine Klibi, Ali Bouhageb, Moncef Mestiri et Bahri Guiga. Il veut leur proposer d'intégrer une commission consultative d'études et de réformes tunisiennes qui permettrait de stopper le transfert, aux organismes fonciers de la colonisation, des terres hypothéquées par des agriculteurs réduits à la misère. Pour éviter les attaques, il leur demande de garder ces échanges confidentiels. À la fin de l'entrevue, les membres de la délégation se réunissent chez Moncef Mestiri à La Marsa pour convenir de la partie de l'entretien qui sera rendue publique. Guiga, qui était membre de la délégation, refuse de céder au « jeu du résident » et s'empresse de rejoindre ses camarades à Tunis pour les informer aussitôt de ce qui a été négocié. Le soir même, il relate la teneur des entretiens au directeur du journal Le Petit Matin.
La nouvelle se répand en ville, ce qui énerve Peyrouton et les dirigeants du Destour, notamment Essafi qui réunit la commission exécutive le 17 novembre pour entériner l'exclusion de Guiga. Le 7 décembre, par solidarité envers leur camarade, M'hamed Bourguiba, Mahmoud El Materi et Tahar Sfar démissionnent de la commission exécutive qui refuse de revenir sur sa décision. Habib Bourguiba décide de se joindre au noyau destourien rebelle, qui se réunit autour d'El Materi, pour entreprendre une campagne d'explications auprès des militants. Qualifiés de « traîtres » par le Destour, la résidence ne peut que se réjouir de l'incident divisant les nationalistes.

## Préparatifs
Les divergences d'opinions avec le Destour devenant de plus en plus connues, Sfar et Bourguiba accompagnés de Guiga décident de mener campagne à Ksar Hellal et à Moknine, frappés gravement par la crise économique et sociale. S'ils se heurtent à l'hostilité des habitants à cause de la propagande menée par le Destour contre la nouvelle génération, il retrouve le soutien d'Ahmed Ayad, qui les invite à tenir une réunion d'explication, le 3 janvier 1934. Leurs discours et leur détermination à agir trouvent un écho important auprès de la population. Belgacem Gnaoui, alors dirigeant du syndicat des charretiers et qui deviendra secrétaire général de la Confédération générale des travailleurs tunisiens, témoignera qu'« au moindre signe, on était prêt à faire fermer les boutiques et à descendre dans les rues [...] Les jeunes nous poussaient à faire des grèves de protestations. Un jour, Ahmed Essafi, secrétaire général du Destour, convoque une réunion au quartier des Andalous. Il est violemment pris à partie par les présents qui l'accusent de jouir du confort pendant que nous, nous crevons de faim dans des masures ».

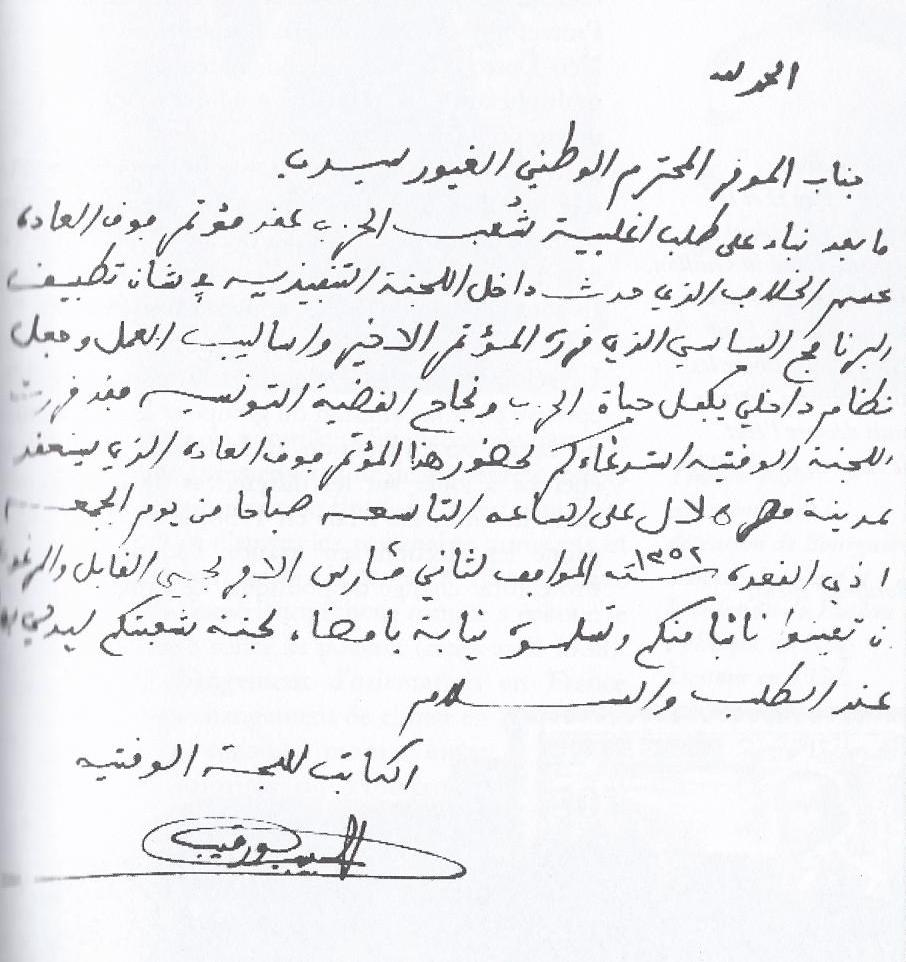
Lettre de convocation des délégués.

De son côté, la commission exécutive du Destour poursuit sa campagne de dénigrement envers les jeunes nationalistes. Devant cette lutte acharnée engagée par le Destour, Bourguiba répond avec plus de violence, d'agressivité et de mépris dans ses discours. Pour El Materi, il ne faut pas s'abaisser à de telles extrémités ; il appelle à réformer les méthodes du parti dans le calme et la compréhension ou alors à se séparer définitivement des vieux dirigeants pour créer leur propre parti. Dans ce cadre, il déclare : « Mon opinion était qu'il fallait les laisser crier dans le désert, peu de gens les prenaient au sérieux ». Sfar, quant à lui, n'hésite pas à critiquer les aînés du parti en écrivant : « Trop de conservatisme en effet nuit à la société, car il constitue un facteur d'immobilité et de mort ; il solidifie tout, détruit tout esprit d'initiative, s'oppose à tout effort vivifiant et créateur et par conséquent arrête tout progrès, brise l'élan et l'essor des individus et des groupements ».
Dès lors, les cellules sont de plus en plus nombreuses à écrire à Mohieddine Klibi pour demander la tenue d'un congrès d'explication. Ce dernier y répond par un raidissement révélateur du danger que représentent les jeunes contestataires pour l'establishment destourien. Néanmoins, l'idée gagne les sections de Tunis, Menzel Temime, Moknine, Gafsa et Bizerte qui y adhèrent une à une. De leur côté, les dissidents sillonnent le pays et déclarent vouloir une confrontation loyale avec leurs adversaires. Dès lors, un comité provisoire composé d'El Materi, des deux frères Bourguiba, de Sfar et de Guiga s'auto-constitue et réclame la tenue d'un congrès extraordinaire, le 2 mars 1934 à Ksar Hellal pour trancher les différends mais en vain. Ainsi, certains commerçants importants et clients de la coopérative de crédit garantissent à la demande de Chenik le bon déroulement de la réunion. Bourguiba rédige quant à lui de sa main les convocations à ces assises qui doivent trancher le différend surgi au sein de la commission exécutive, élaborer la propagande et les méthodes d'action de l'équipe dissidente. On songe même à mettre au point le règlement intérieur d'une éventuelle nouvelle formation.

## Déroulement
Le 2 mars, date du congrès, 48 congressistes sont présents et majoritairement issus du Sahel : 19 délégués le représentent à Ksar Hellal contre neuf pour Tunis et vingt pour le reste du pays. Bien qu'invités, ni les membres de la commission exécutive ni les cellules qui leur sont restées fidèles n'ont envoyé de représentants. Pendant le congrès, Sfar dénonce les méthodes de la direction destourienne accusée d'être élitiste et de tenir le peuple dans l'ignorance, sinon dans le mépris. Les délégués du Sud du pays, notamment de Métouia et de Gafsa, soutiennent ces propos et les confirment.

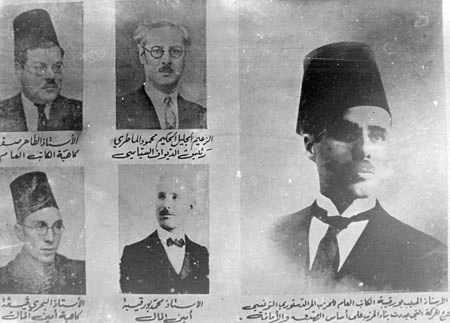
Composition du premier bureau politique du Néo-Destour.

Bourguiba demande alors aux congressistes de prononcer leur jugement et de choisir « les hommes qui auront à défendre en votre nom la libération du pays ». Ainsi, il traite pour la première fois les dirigeants destouriens de « vieux » et déclare : « Nous n'avons ni la même conception ni la même optique pour ce qui est des moyens d'action ». Habib Bougatfa, délégué de Bizerte, demande que soit prononcée la déchéance de la commission exécutive alors que Belhassine Jrad, délégué de Métouia, réclame que ses membres soient exclus du parti.
Une fois ces décisions prises, Sfar fait adopter un règlement intérieur faisant du nouveau parti une organisation pyramidale fortement hiérarchisée, qui part de la cellule locale pour remonter au bureau politique par des comités régionaux et le conseil national. Les délégués présents retirent l'allégeance qu'ils portaient à la commission exécutive, jugée incapable de défendre les revendications du peuple tunisien. Elle est remplacée par un bureau politique dont la présidence est confiée à Mahmoud El Materi, son secrétariat général à Habib Bourguiba, Tahar Sfar le secondant. La trésorerie est, quant à elle, confiée à M'hamed Bourguiba, secondé par Bahri Guiga. Un conseil national (majlis milli) est instauré et composé de 19 délégués, notamment Youssef Rouissi et Hédi Chaker. Elle décide de maintenir tous les délégués à la tête de leur région, adoptant pour stratégie de se situer dans la continuité du mouvement nationaliste tout en marginalisant l'ancienne direction.

## Conséquences

### Nouveau visage pour le mouvement national
Le congrès proclame la dissolution de la commission exécutive et approuve les statuts du Néo-Destour conduisant à la scission du parti en deux branches :
- La première, islamisante, conservatrice, panislamiste et traditionaliste, conserve le nom de Destour ou Vieux-Destour[28] ;
- La seconde, moderniste et laïque, le Néo-Destour[29], prend la forme d'une formation politique moderne, structurée sur le modèle des partis socialistes et communistes européens, et déterminée à conquérir le pouvoir pour transformer la société. Elle critiquait en effet la branche du Destour qui luttait contre le régime du protectorat « entre deux parties d'échecs ».

Un universitaire tunisien décrit ainsi la rivalité entre les deux mouvements : « Le Vieux Destour était un parti de notables, de gens biens élevés, distingués, d'arabisants formés en majorité à l'université religieuse de la Zitouna. Bourguiba et ses compagnons avaient, dans l'ensemble, un profil et des visées très différents. Issus de la petite bourgeoisie du littoral, ils étaient considérés, avec dédain, comme des Afaqiyin, « ceux qui viennent de derrière l'horizon », un euphémisme servant à désigner les provinciaux. Ils avaient suivi un cursus moderne, bilingue, étaient aussi à l'aise en français qu'en arabe, cultivaient une proximité avec le peuple, lui parlaient dans sa langue, en dialectal, et avaient l'ambition de créer un grand parti de masse ». Le nouveau parti privilégie l'action politique, la mobilisation de ses adhérents et leur prise de conscience et estime qu'il doit convaincre l'opinion française tout en adaptant sa stratégie aux nécessités de l'action. Intellectuellement jeunes, socialement modestes, ayant fait leurs études en France, les néo-destouriens se réclament des principes de la vie occidentale. Le bureau politique du parti est composé d'un médecin et de quatre avocats : Bourguiba et El Materi le dirigent, Tahar Sfar en est le secrétaire général alors que Bahri Guiga et M'hamed Bourguiba en sont les trésoriers. Ayant fondamentalement le même programme que le Destour, le Néo-Destour diffère sur les moyens à mettre en œuvre pour parvenir à ses fins car il a souvent recours à la violence. Il revendique clairement l'indépendance tout en dénonçant l'impérialisme français.
Les membres du Destour ne restent pas sans réaction et décident de se réunir à leur tour en un congrès à l'impasse de la rue Gharnouta, à Tunis. Bourguiba et le bureau politique mettent à cette occasion leurs nouvelles méthodes en pratique en tentant d'envahir les locaux du Destour pour se faire entendre. Néanmoins, la commission exécutive refuse de les accueillir, se discréditant davantage auprès des militants influencés par les nouveaux militants du mouvement national. Ils les traitent alors de mouchrikines (polythéistes) à la grande surprise d'El Materi et de Bourguiba. Néanmoins, le Néo-Destour s'impose face à son ancêtre comme étant le nouveau parti répondant aux aspirations d'une Tunisie profondément modifiée par un demi-siècle de protectorat. C'est donc une jeunesse nationaliste qui a grandi sous la bannière de la France qui désire secouer plus rapidement et plus efficacement l'occupant que ne le désirent les aînés du mouvement. Le jeune mouvement trouve alors la sympathie de la masse populaire séduite par la capacité des jeunes nationalistes solidaires avec elle de communiquer, chose qui jusqu'alors était inexistante.

### Nouvelle méthode
Le nouveau parti étant constitué, ses jeunes dirigeants en font un atout majeur pour exprimer les revendications nationalistes. Néanmoins, le Néo-Destour doit se démarquer et acquérir un poids assez important. La conjoncture de crise économique leur est favorable. Cependant, le parti adopte comme stratégie de ne pas faire opposition systématique à la résidence : En mars 1934, Peyrouton institue des mesures déflationnistes destinées à alléger le fardeau du budget tunisien et rogne une bonne partie des privilèges des fonctionnaires français, chose ayant toujours été réclamée par les nationalistes. Bourguiba décide alors de lui apporter un soutien public, le 31 mars, quelques jours après la tenue du congrès constitutif du parti, arguant qu'une initiative répondant aux aspirations nationalistes doit être applaudie.

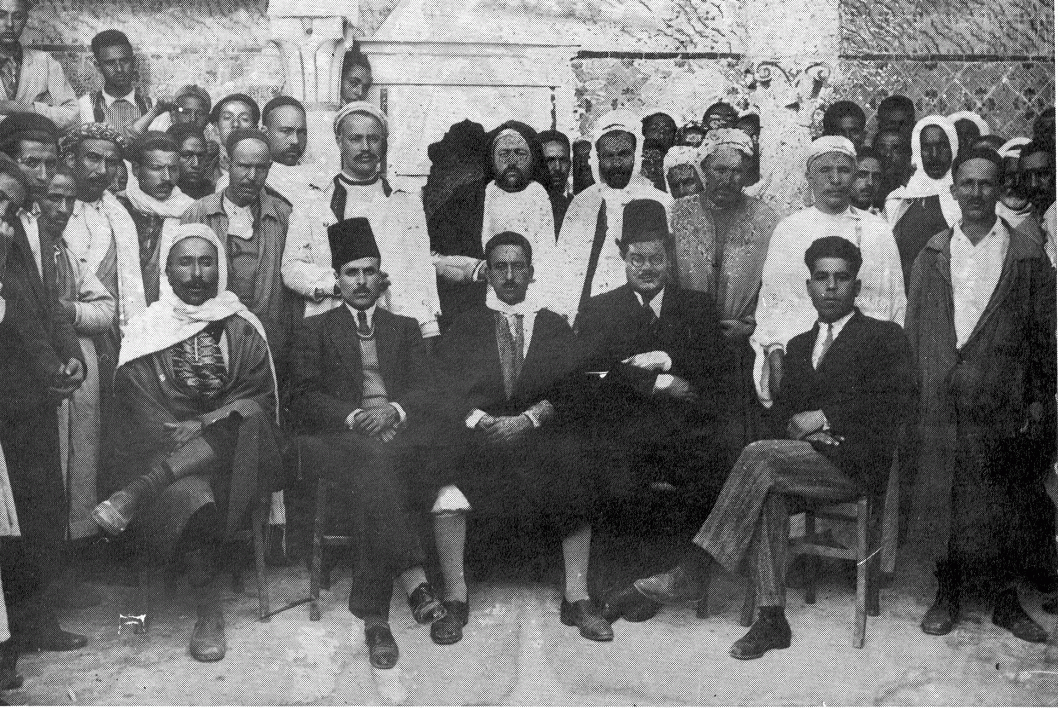
Habib Bourguiba et Tahar Sfar à Béja, le 25 avril 1934, pour créer la première cellule du Néo-Destour de la ville.

Mais le parti doit acquérir un poids sur la scène politique, diffuser son idéologie, rallier les sympathisants d'un Destour toujours puissant mais également convaincre les masses populaires que le Néo-Destour est leur défenseur, les invitant à y adhérer pour retrouver « une dignité malmenée par un demi-siècle de protectorat ». Dans ce cadre, des tournées sont organisées, démarquant rapidement la jeune formation de son ancêtre par sa nouvelle méthode de communication. En effet, malgré son influence non négligeable, le Destour ne parvient pas réellement à mobiliser les masses analphabètes au poids politique encore inexistant. Des cellules se créent et une structure se met en place dans tout le pays, faisant du Néo-Destour une machine plus efficace que toutes les formations nationalistes l'ayant précédé. Si les aînés s'adressent à la puissance coloniale pour faire aboutir leurs revendications, les scissionnistes s'adressent quant à eux au peuple. Pour élargir son audience, Tahar Sfar crée le journal en langue arabe El Amal, réplique de L'Action tunisienne toujours interdite.
Après la « conquête du peuple », le bureau politique essaye de se faire connaître hors du pays, sur la scène internationale. Il parvient à sensibiliser la gauche française aux revendications des peuples colonisés. On lui fait savoir que le Néo-Destour aspire à ce que la régence acquiert une partie de sa souveraineté, sans être antifrançais. Ils rallient notamment à leur cause Félicien Challaye, qui, après une tournée du pays avec Bourguiba, apporte son soutien au parti, convaincu du sérieux, de la francophilie et de la modération dont font preuve les jeunes nationalistes.

### Accueil enthousiaste de la résidence puis répression
Un mois après la tenue du congrès, en avril 1934, le résident général Marcel Peyrouton essaye de tirer profit de la scission, y voyant un affaiblissement du mouvement national. Il déclare son intention de recevoir les jeunes dirigeants, notamment Mahmoud El Materi auquel il propose un poste de médecin à l'hôpital Sadiki et, devant le refus de celui-ci, lui propose sa direction. El Materi y voit une tentative de corruption flagrante et déclare au résident : « Sachez, monsieur, que je ne suis ni à acheter, ni à vendre ». Ne trouvant aucun compromis avec les jeunes néo-destouriens, Peyrouton appelle le Rassemblement français de Tunisie à affirmer son opposition au nouveau parti, proclamant : « Je passerai sur la Tunisie comme un ouragan ».
Répondant à l'appel du résident général, les Français de Tunisie organisent des manifestations contre le mouvement national. En réponse, le Néo-Destour réunit des militants sur la place aux Moutons, où les jeunes nationalistes appellent le peuple à résister et à effectuer une marche jusqu'à la place de la résidence. Une délégation composée de Habib et M'hamed Bourguiba, Mahmoud El Materi, Tahar Sfar et Ali Darghouth demande à voir le résident général qui refuse de les recevoir. À la place, des fonctionnaires de la résidence leur demandent de disperser les manifestants dans le calme et sans provoquer d'incidents. Toutefois, malgré l'hostilité du résident général, les réunions du Néo-Destour et leurs contestations se multiplient : Ils ne tardent pas à hausser le ton en demandant la souveraineté nationale et l'avènement d'une Tunisie indépendante « accompagnée d'un traité garantissant à la France une prépondérance aussi bien dans le domaine politique que dans le domaine économique par rapport aux puissances étrangères », dans un article publié dans L'Action tunisienne. Pour ce faire, ils exigent le transfert des responsabilités gouvernementales, législatives et administratives même si cela permettrait la préservation des intérêts français dans les domaines culturels et économiques. Ces exigences provoquent un conflit entre le gouvernement français et le mouvement nationaliste, d'autant plus que les responsables du parti engagent une action d'envergure à travers le pays pour sensibiliser les populations à leur message.
Avec l'aggravation de la crise économique, Peyrouton veut éviter le pire, le Néo-Destour pouvant soulever la population vivant dans des conditions difficiles. Dans cette conjoncture difficile, les formations politiques du pays protestent contre la passivité des autorités face à une situation que même les fonctionnaires coloniaux qualifient de dramatique. Ce climat de tensions mène la résidence à répondre aux revendications par une série de mesures d'intimidations. La répression se fait plus violente dans le pays : Peyrouton interdit tous les journaux de gauche encore publiés, notamment Tunis socialiste, L'Humanité et Le Populaire, le 1er septembre 1934. Le 3 septembre, des rafles sont organisées à l'encontre des dirigeants des principaux partis politiques du pays, à savoir les deux Destour et le Parti communiste. Ils ne tardent pas à être assignés à résidence puis déportés au camp militaire de Bordj le Bœuf où ils demeurent plus de deux ans, jusqu'à l'avènement d'Armand Guillon à la tête de la résidence.

## Héritage

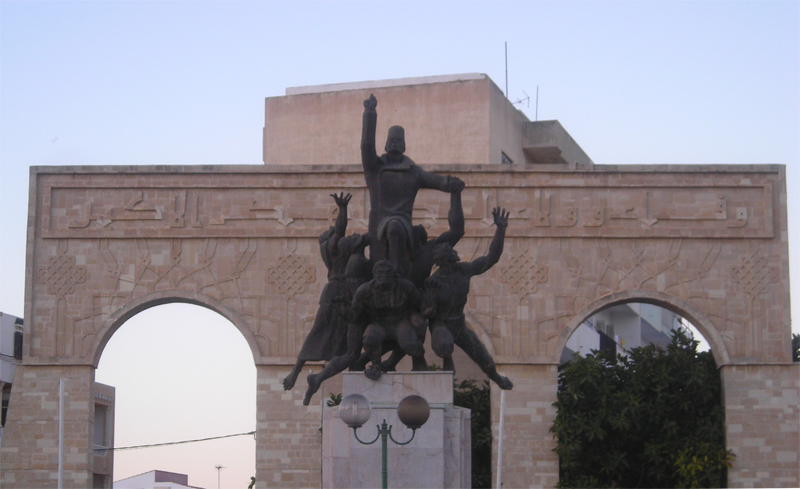
Statue commémorative de la fondation du Néo-Destour à Ksar Hellal

La date du 2 mars 1934 devient, du point de vue de l'histoire de la Tunisie, une date clé du mouvement national. Après le déclin de son activisme, le congrès marque le retour en force du nationalisme tunisien avec de nouvelles ambitions. La nouvelle génération, de formation sadikienne suivie par un cursus universitaire en France, se démarque du Destour aux origines tunisoises bourgeoises, en invitant le peuple à être maître de son destin. Il marque également l'ascension de Bourguiba en tant que chef du mouvement national et lui permet de jouer un grand rôle dans la libération du pays puis dans le fondement d'une république moderne.
Après l'indépendance, une statue à l'effigie du congrès constitutif est érigée au centre de Ksar Hellal pour commémorer cet événement. Une commémoration organisée par le Rassemblement constitutionnel démocratique, parti du successeur de Bourguiba à la tête de l'État, se déroule chaque année à Ksar Hellal.

## Témoignage
En 1973, Habib Bourguiba, devenu président de la République témoigne de la tenue du congrès pendant la cinquième conférence qu'il donne :
« Je poursuivais une course effrénée à travers le pays semant la bonne parole. Je ne me donnais aucun répit. Cela était si vrai que le jour de mon arrestation je me préparais à me rendre à El Jem où je devais tenir une réunion. Pour départager les dissidents destouriens et les « vieux destouriens », M. Béchir Ben Fadhel avait eu l'idée de proposer la tenue d'un congrès extraordinaire. Je la retins et mon choix se porta sur Ksar Hellal qui avait une vieille tradition destourienne. C'est là en effet que se tint le premier congrès d'où devait naître le Néo-Destour,
dans la maison d'Ahmed Ayed que je viens de visiter il y a deux ou trois jours. Dans le même local qu'au mois de janvier, je pris de nouveau la parole et j'obtins l'élection d'un bureau politique composé de cinq membres. Le socteur Materi en était le président tandis que je me réservais le secrétariat général. Tahar Sfar, M'hamed Bourguiba et Bahri Guiga en étaient respectivement le secrétaire adjoint, le trésorier et le trésorier adjoint. Tous les membres de ce nouveau bureau politique s'installèrent douillettement à Tunis, pendant que seul, à travers le pays, je poursuivais l'action. »